# Claudine Picardet
Claudine Picardet (nom de naixement Claudine Poulet. Dijon, 7 d'agost 1735 - París, 4 d'octubre de 1820) fou química, mineraloga, meteoròloga i traductora de llibres científics en francés.

## Biografia
És la filla gran del notari François Poulet de Champlevey.L'any 1755, Claudine Poulet es casa amb Claude Picardet,un magistrat membre de la burgesia naixent. Esdevé membre de l'Acadèmia reial de les ciències, de les arts, i lletres de Dijon i director del jardí botànic. Aquest matrimoni permet a Claudine Picardet d'accedir als cercles de l'alta societat i al món científic. Ella freqüenta salons científics i societats intel·lectuals. Aquest grup de científics milita per a l'accés de les ciències a les dones. La parella Picardet té un fill, qui mor l'any 1776, a l'edat de 19 anys.
L'any 1782, Claudine Picardet forma part d'un conjunt de científics que venen de l'Acadèmia de Dijon, del qual també forma part Louis-Bernard Guyton de Morveau, Jacques-Pierre Champy, Jean Lemulier de Bressey, Claude Varenne de Béost, Charles André Hector Grossart de Virly, i Francisco Javier d'Angulo. Gràcies a Jacques Magnien, lingüista i químic, aquest petit grups'interessa als treballs dels científics estrangers. En nou anys, Claudine Picardet va traduir vuit centes pàgines des del suec, l'alemany, l'anglès i l'italià.
Al 1785, Louis-Bernard Guyton de Morveau encarrega Claudine Picardet de comprovar tres cops al dia les dades del baròmetre que Antoine Lavoisier havia donat a l'acadèmia de Dijon. Els resultats d'aquestes dades van ser publicats parcialment pel seu marit i enviats a Antoine Lavoisier. Al 1787, la parella Lavoisier va a casa de Claudine Picardet per comparar els resultats.
Al 1796 es queda vídua, llavors Claudine Picardet es trasllada a París. L'any 1798, ella es casa amb Louis-Bernard Guyton-Morveau, qui des de feia molts anys ja era un amic. Ell era diputat de la Convenció i professor de química a l'Escola Polytechnique de París. Elle segueix els seus treballs científics. Al 1811, seguidament a la nominació de Louis-Bernard Guyton-Morveau, com a Baró de l'Imperi per Napoleó, Claudine Picardet esdevé baronesa Guyton-Morveau. Mor a París l'any 1820.

## Notorietat
Al 1785, Claudine Picardet publica la seva primera traducció Memòries de chymie de manera anònima. Jérôme Lalande descobreix el nom de la traductora al Journal des Savants. A partir d'aquell moment ella signa els seus treballs amb el seu nom. Sovint és citada als Annals de Química i reconeguda per a la seva aportació a la ciència.
L'any 1790, el Tractat de caràcters exteriors dels fòssils, porta la inscripció pel traductor de les memòries de chymie de Scheele. Aquesta és la prova on Louis-Bernard Guyton-Morveau indica que es va tractar de «Mme P *** ".
Reconeguda pels seus contemporanis a escala nacional i internacional, la seva aportació a la ciència és a continuació minimitzada. Al 1820, a la mort de Claudine Picardet, a l'edat de 86 anys, El Periòdic de Dijon i de la costa d'or publica una necrología on l'autor, Claude -Nicolas Amanton, nega l'aportació de Claudine Picardet a les ciències i parla de treballs anecdòtics.
Els seus treballs han contribuït a la difusió de la química i de les descobertes sobretot sobre les sals i el minerals. Ha publicat dues vegada més que la seva col·lega Marie-Anne Pierrette Paulze. Només el metge Jacques Gibelin ha publicat tantes traduccions com Claudine Picardet. Gràcies al seu treball i a aquell de Louis-Bernard Guyton-Morveau, una simple academica de província adquireix una notorietat internacional.

## Treballs

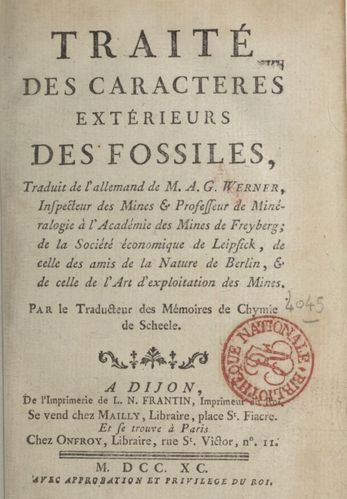
Tractat caràcters exteriors dels fòssils, traduït de l'alemany de M. TÉ. G. Werner,... Pel traductor de les "Memòries de chymie" de Scheele

Claudine Picardet publica més de 1000 pàgines entre 1774 i 1797.
Va traduir moltes obres científiques, sobretot del suec (Carl Wilhelm Scheele, Torbern Olof Bergman), de l'alemany (Johann Christian Wiegleb,Johann Carl Friedrich Meyer, Martin Heinrich Klaproth), l'anglès (Richard Kirwan, William Fordyce), 2 de l'italià de Marsilio Landriani.
Ella no es conforma en traduir. Per al Tractat de caràcters exteriors dels fòssils, d'Abraham Gottlob Werner (1790), aporta correccions i afegeix anotacions. Contacta i fa intercanvis amb el minerolèg espanyol Fausto de Elhúyar, interroga a científics bilingües.
Al 1795 la versió francesa de Claudine Picardet és reeditada a Alemanya, fet que li val consagració.
Els seus treballs principals són Memòries de chymie, de Carl Wilhelm Scheele (1785), el Tractat de caràcters exteriors dels fòssils, d'Abraham Gottlob Werner (1790), i Observacions de la longitud del nus de Mart feta al Desembre 1873, per M. Bugge, al Periòdic dels savis (1787).
També va traduir una part de les obres del mineròleg anglès Richard Kirwan, qui no escatima en elogis sobre el treball de Claudine Picardet i el seu coneixement.
La meitat de les seves traduccions han estat publicades a la revista científica Observations sur la physique , una part al Journal des sçavans, a les Nouvelles de la Répiblique et des arts.
Ha traduït una part de les memòries de Torbern Olof Bergman titulades Opuscules físiques i químiques.

## Retrat

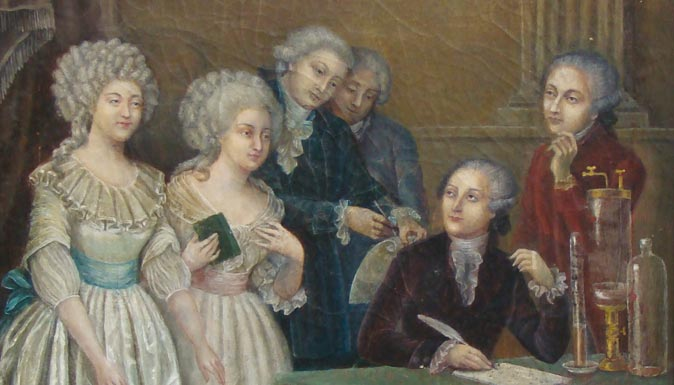
Retrator anònim. Claudine Picardet podria ser el personatge que té un llibre a la mà

Un quadre anònim del segle xix representa un cercle de savis identificats com: Marie-Anne Paulze a esquerra, una dona tenint una llibre a la mà, el químic Claude Louis Berthollet, el quóimic Antoine-François Fourcroy, el físic Antoine Lavoisier assentat i el químic Louis-Bernard Guyton-Morveau a la dreta. Per al personatge no identificat, podria tractar-se de Claudine Picardet.